# 奧克斯塞布爾鎮區 (伊利諾伊州格蘭迪縣)
奧克斯塞布爾鎮區（英語：Aux Sable Township）是位於美國伊利諾伊州格蘭迪縣的一個行政鎮區。

## 地方資料
根據2010年美國人口普查的數據，奧克斯塞布爾鎮區的面積為78.50平方千米，當中陸地面積為75.20平方千米，而水域面積為3.30平方千米。當地共有人口13141人，而人口密度為每平方千米167.4人。